# Бэрон, Билли
Уильям Джеймс Бэрон (англ. William James Baron; род. 11 декабря 1990, Алтуна, штат Пенсильвания, США) — американский профессиональный баскетболист, игравший на позиции атакующего защитника. 

## Карьера
Студенческая карьера Бэрона прошла в университетах Виргинии, Роуд-Айленд и Канизиус. За это время он дважды вошёл в символическую сборную MAAC, а в 2014 году стал Игроком года в конференции.
После университета Бэрон получил приглашение от «Чикаго Буллз» для участия в Летней лиге НБА.
Сезон 2014/2015 Бэрон провёл в составе «Летувос Ритас», где начал профессиональную карьеру.
Летом 2015 года Бэрон вновь выступал в Летней лиге НБА, на этот раз в составе «Детройт Пистонс».
С 2015 по 2018 год Бэрон играл за бельгийский «Спиру Шарлеруа», испанскую «Мурсию» и турецкий «Эскишехир». 
В июле 2018 года Бэрон перешёл в «Црвену звезду». В составе сербского клуба Билли стал чемпионом Адриатической лиги и был признан «Самым ценным игроком» финала турнира.
В июле 2020 года Бэрон подписал контракт с «Зенитом».
В сезоне 2020/2021 Бэрон провёл 25 матчей в Единой лиге ВТБ, набирая в среднем 10,4 очка, 2,5 передачи и 1,6 подбора. В 39 матчах Евролиги его статистика составила 9,6 очка, 1,7 передачи и 1,4 подбора.
По итогам сентябрь и октября 2020 года Бэрон был признан «Самым ценным игроком» Единой лиги ВТБ. В 4 матчах Билли в среднем набирал 16,3 очка, 4,3 передачи, 2,5 подбора и 1,3 перехвата с показателем эффективности 17,3 балла.
В июле 2021 года Бэрон подписал новый контракт с «Зенитом».
В сезоне 2021/2022 Бэрон стал чемпионом Единой лиги ВТБ и чемпионом России. В Суперкубке Единой лиги ВТБ Билли стал серебряным призёром и был включён в символическую пятёрку турнира.
26 января 2022 года стал известен состав команд на «Матч всех звёзд» Единой лиги ВТБ. По итогам голосования болельщиков и анкетирования СМИ, в котором приняли участие 25 изданий, Бэрон был выбран в состав команды «Звёзды мира».
13 апреля 2022 года в первой половине игры против «Цмоки-Минск» (93:73) Бэрон реализовал 7 трёхочковых бросков и повторил рекорд Единой лиги ВТБ по количеству трёхочковых попаданий за половину матча.
В апреле 2022 года Бэрон был признан «Самым ценным игроком» Единой лиги ВТБ по итогам месяца. В 2 матчах Билли набирал в среднем 21,0 очка, 2,5 подбора и 4,0 передачи.
По итогам сезона 2021/2022 Бэрон был признан «Лучшим «шестым» игроком» Единой лиги ВТБ. В регулярном сезоне Билли провёл 13 матчей (во всех из них он выходил со скамейки запасных), в которых в среднем набирал 14,6 очка, 1,5 подбора и 2,4 передачи. В Евролиге-21/22 Билли набирал по 11,2 очка при 35,7% из-за дуги.
В июне 2022 года Бэрон стал игроком «Олимпии Милан», подписав 2-летний контракт.
В июне 2023 года Бэрон перенёс операцию на локте правой руки и приступил к программе физиотерапевтического восстановления, чтобы подготовиться к сезону 2023/2024. Ожидалось, что Билли пропустит 2 месяца полноценных тренировок. В октябре «Олимпия Милан» объявил, что Бэрону предстоит дополнительная операция на правом локте.
20 октября Бэрон дебютировал в сезоне 2023/2024, восстановившись после второй операции на локте. Но, в январе 2024 года Билли снова повредил правый локоть, на котором в октябре ему сделали операцию. В марте Бэрон вернулся в США, где ему провели третью операцию на правом локте.

В октябре 2024 года Бэрон объявил о завершении игровой карьеры: 
К сожалению, в прошлом году мне пришлось столкнуться с неприятной стороной этой игры. Это был опыт, который я никому не пожелаю. После того как врачи смогли привести меня в порядок, я боролся, чтобы вернуться лучше, чем прежде. Я чувствовал, что у меня ещё есть несколько хороших лет, но быстро понял, что ошибся. Не так я представлял себе конец карьеры.

Пока я сижу здесь и пишу это, я огорчён шрамами, которые у меня остались, но чрезвычайно благодарен, что прошёл этот путь. От моего дома в Орлеане, штат Нью-Йорк, до Шанхая и всех 35 стран между ними — это было чертовски крутое путешествие. Спасибо «Зениту» и особенно Хави Паскуалю за то, что изменили мой подход к делу.

## Сборная США
В 2017 году, в составе сборной США, Бэрон стал победителем чемпионата Америки.

## Достижения

### Клубные
- Чемпион Лиги ABA: 2018/2019
- Чемпион Единой лиги ВТБ: 2021/2022
- Бронзовый призёр Единой лиги ВТБ: 2020/2021
- Обладатель Суперкубка Лиги ABA: 2018
- Серебряный призёр Суперкубка Единой лиги ВТБ: 2021
- Чемпион Италии (2): 2022/2023, 2023/2024
- Чемпион России: 2021/2022
- Чемпион Сербии: 2018/2019
- Бронзовый призёр чемпионата России: 2020/2021

### Сборная США
- Победитель чемпионата Америки: 2017